# Стасів Михайло Ярославович
Миха́йло Яросла́вович Стасів (21 листопада 1968, с. Гайворонка, Теребовлянський район, Тернопільська область, Українська РСР — 1 квітня 2016, Тернопіль, Україна) — український лікар-хірург, майор медичної служби 128-ї окремої гірсько-піхотної бригади (Мукачеве).

## Життєпис
Народився 21 листопада 1968 в Гайворонці Теребовлянського району Тернопільської області.
Проходив строкову військову службу в лавах Збройних Сил СРСР. Брав участь у війні в Афганістані.
Закінчив Тернопільську державну медичну академію (1996, нині університет). З третього курсу почав працювати в хірургічному відділенні Тернопільській міській лікарні швидкої допомоги.
Проживав у м. Тернополі. 20 років працював хірургом у Тернопільській міській лікарні швидкої допомоги, був завідувачем хірургічного відділення, останні роки — заступником головного лікаря з експертизи тимчасової непрацездатності тернопільського «Центру первинної медико-санітарної допомоги». На місцевих виборах у жовтні 2015 року балотувався до Тернопільської міської ради по округу № 11.
З 11 серпня 2014 року до 12 вересня 2015 року проходив військову службу в лавах Збройних Сил України. Служив начальником операційно-перев'язочного відділення медичної роти 128-ї окремої гірсько-піхотної бригади Сухопутних військ Збройних Сил України (військова частина А1778 (польова пошта В4673). Рятував життя бійців у зоні АТО, зокрема 25 січня 2015 року проводив евакуацію поранених під час бою за опорний пункт українських військових «Валера» (висота 307.5) поблизу Санжарівки Артемівського (нині — Бахмутського) району Донецької області під час боїв за Дебальцеве. У зоні АТО пробув 292 дні.
Михайло Стасів рятував поранених, забирав з передової загиблих, оперував у бліндажах, наметах, у машині. Оперував у Світлодарській лікарні. Згодом терористи обстріляли і знищили операційний блок. Із Дебальцівського котла вивіз 187 бійців.
Помер у Тернополі 1 квітня 2016 року через раптову зупинку серця внаслідок інфаркту. Похований 3 квітня на Алеї Героїв Микулинецького кладовища.

## Вшанування пам'яті
28 серпня 2016 року в конкурсі-виставці квіткових композицій «Стверджуючи українське», який відбувся в парку Національного відродження працівники ТМКЗ «ЦПМСД» на пам'ять про колегу-медика створили квіткову композицію «Свіча».
1 квітня 2017 року вшанувати пам'ять Михайла Стасіва на Алеї Героїв Микулинецького кладовища зібралися рідні, друзі, колеги та побратими.

## Нагороди
- почесний громадянин Тернопільської області (26 серпня 2022, посмертно)[7];
- «Відзнака Тернопільської міської ради»[2],
- орден «Честь і Слава»[2],
- медаль «Захисникам Вітчизни»[2],
- відзнака «За заслуги» Всеукраїнської громадської організації «Спілка ветеранів та працівників силових структур України „Звитяга“»[8],
- відзнака «За мужність та милосердя»[2],
- відзнака «За спасіння життя» (посмертно)[2],
- 19 серпня 2016 року Тернопільська міська рада присвоїла звання «Почесний громадянин міста Тернополя» (посмертно)[9],
- увійшов у рейтинг ТОП-100 кращих тернополян (2015)[10].

## Цікаві факти
Вдова Михайла Стасіва Ольга через рік після смерті чоловіка розшукала автора листа — хлопця Дениса, сина чортківської поетки Раїси Обшарської, який підтримав військового на передовій. Зустріч відбулася в Тернополі в парку Національного відродження.